# Halidesmus
Halidesmus is een geslacht van straalvinnige vissen uit de familie van dwergzeebaarzen (Pseudochromidae). Het geslacht is voor het eerst wetenschappelijk beschreven in 1872 door Guenther.

## Soorten
- Halidesmus coccus Winterbottom & Randall, 1994
- Halidesmus polytretus Winterbottom, 1982
- Halidesmus scapularis Günther, 1872
- Halidesmus socotraensis Gill & Zajonz, 2003
- Halidesmus thomaseni (Nielsen, 1961)